# カナダの映画
カナダの映画(カナダのえいが、英語:Cinema of Canada、フランス語:Cinéma canadien)ではカナダの映画産業・映画史について述べる。

## 概要
カナダの映画制作拠点は、主に三大都市圏（トロント、モントリオール、バンクーバー）に集中している。1911年以来カナダにおいて、長編作品として英語作品約1,000本、仏語作品約600本が制作されてきた。
カナダの英語圏において著名な映画監督に、デヴィッド・クローネンバーグ、ガイ・マディン、アトム・エゴヤン、アラン・キング、マイケル・スノウがいる。また仏語圏では、クロード・ジュドラ、ジル・カール、ドゥニ・アルカン、ジャン・ボダン、ミシェル・ブローがいる。
カナダでも英語圏の映画は隣国のアメリカ合衆国の映画と密接に関係しており、カナダ映画独自の伝統を守る動きもあるが、特にカナダらしさの残らないカナダ映画や、米加合作作品、カナダで撮影されるアメリカ映画、カナダ人監督制作およびカナダ人俳優が主演するアメリカ映画なども多い。例えばアメリカ映画で有名なカナダ人監督に、ノーマン・ジュイソン、ジェイソン・ライトマン、ポール・ハギス、ジェームズ・キャメロンなどがいる。特にキャメロンは現在、映画史上世界歴代興行収入映画の上位2作品を制作している。またハリウッドで成功しているカナダ人俳優は、ドナルド・サザーランド、ジム・キャリー、マイク・マイヤーズ、ヘイデン・クリステンセン、ライアン・ゴズリングその他、枚挙にいとまが無い。

## 歴史
カナダで初めての映画監督はジェイムズ・フリーヤー（James Freer）と考えられている。マニトバ州の農夫だった彼は1897年にドキュメンタリー映画を製作、その作品はカナダへの移住を促進する目的で、イングランドでも上映された。
1903年に最初のフィクション映画「ハイアワサ：オジブワ族の救世主」(Hiawatha, the Messiah of the Ojibway)がジョー・ローゼンタールによって制作された。長編映画としては、1913年にカナダ・バイオスコープ社制作「エヴァンジェリン」がノバスコシア州で撮影、制作された。
1938年にカナダ政府はイギリスの映画監督及び評論家のジョン・グリアソンを招聘し、カナダの映画制作の状況を研究させた。その結果、1939年国立映画法を制定、政府の一機関としてカナダ国立映画庁（National Film Board of Canada）を設立した。1950年国立映画法ではその目的を「カナダ人及びその他の国々に対し、カナダを理解してもらうため」と規定している。1950年代末にはカナダ国立映画庁「NFBキャンディド・アイズ」シリーズのケベック人監督グループが、「ダイレクトシネマ」または「シネマベリテ」と呼ばれるドキュメンタリー手法を開発した。
1954年からその後、1960年代、1970年代にかけて、連邦政府はカナダでの映画産業の育成に注力した。1968年にはカナダ映画開発公社（Canadian Film Development Corporation、後のテレフィルム・カナダ社）を設立、1970年代まで盛んとなったカナダ国内での制作・撮影を優遇税制により支援した。

## 国際的なプロダクションと配給
ほとんどのカナダ映画やテレビ番組は、北米市場をターゲットにしている。トロント、モントリオール、バンクーバーが製作の中心地となっている。特にバンクーバーは、ロサンゼルスに次いで北米で2番目に大きな映像作品の生産地である。 
アライアンス・アトランティックスはカナダで最も大きなメディア企業の一つであり、アメリカやその他の国の映画配給を手がけている。2003年秋、アライアンス・アトランティックスは映画製作を中止し、テレビ製作に力を注ぐことになった。近年はライオンズゲート（Lions Gate Entertainment）が最大手の配給会社である。また、連邦政府が設立したカナダ国立映画庁(National Film Board of Canada)も、アニメ映画やドキュメンタリー映画の製作で国際的に有名である。 

## 国内でのプロダクションと配給
他のカナダの文化的産業と同じく、カナダの英語圏で作られる映画はアメリカ映画との厳しい競争を強いられている。マーケティング費用やアメリカがコントロールする配給ネットワークの影響で、アメリカ映画と同じ規模でカナダ映画をヒットさせることは非常に難しい状況になっている。事実、多くの都市ではカナダ映画を上映していないため、映画ファンは選ぶことが出来ない状況である。そのため、カナダ映画は 100万ドルに達しない興行収入でもヒットしたとみなされる。
一方、フランス語圏で製作されるカナダ映画は、世界のフランス語圏で成功している。著名な映画監督には『みなさん、さようなら』でアカデミー外国語映画賞を受賞したドゥニ・アルカンがいる。近年、カナダで商業的に成功を収めた映画の多くは、ケベック州で製作されたフランス語の作品である。
また、カナダは移民の国でもあるため、アルメニア系のアトム・エゴヤンのように自らのルーツに取材した作品を制作する監督もいる（2002年、『アララトの聖母』）。このほか、英語・フランス語以外の言語の映画も制作されている。ヒンディー語のカナダ映画『とらわれの水』（2005年、en:Water (2005 film)）は、第79回アカデミー賞にて外国語映画賞にノミネートされた。この映画は、1973年にインドからカナダに移住したディーパ・メータ監督によるエレメント三部作の第3作である。
カナダの映画史上で最も興行収入を上げた作品は『ポーキーズ』である。2006年の『ブレイキング・コップス』は『ポーキーズ』より収入を上げたといわれていたが、この評価は物価の高騰を考慮に入れていないため、現在でも『ポーキーズ』がトップだと考えられている。
カナダでは映画製作の費用をまかなうのが難しい場合もあり、多くの製作会社は政府母体の機関であるテレフィルム・カナダ (Telefilm Canada)やカナダ放送協会（CBC、ラジオカナダ）から資金提供を受けることもある。また、カナダでは多くの著名な映画祭が開催されており、そういった映画祭は国際的なマーケットや観客を集める機会となっている。その1つのトロント国際映画祭は、ハリウッド映画の紹介やカナダをはじめ世界中の映画が集まり、北米で最も重要な映画祭の1つとされている。トロント国際映画祭よりも規模の小さいバンクーバー国際映画祭やモントリオールで開かれる映画祭、サドバリー (Cinéfest)、ハリファックス (アトランティック・フィルム・フェスティバル Atlantic Film Festival)などがあり、カナダの映画製作者たちにとって作品を広く発表する機会となっている。

## カナダ映画の課題
カナダ映画が高い評価を得、カナダ国立映画庁がアニメやドキュメンタリーの分野で多くのアカデミー賞を受賞しているにもかかわらず、ほとんどの作品が制作費を回収できない事態になっている。この現象はカナダではほとんどジョークのように受け取られており、例えばコメディ番組"This Hour Has 22 Minutes"には、アトム・エゴヤンに似た映画監督が登場する。その監督の作品は沢山の世界的な賞を受賞しているにもかかわらず、一度も劇場公開されたことがない。実際の例で言うと、2002年のコメディ映画『裸の石を持つ男』はカナダ国内で1百万カナダドルを売り上げ、カナダ映画としては高収益を上げたが、実際の所、制作費は700万カナダドルもかかっている。
カナダよりも人口の少ないオーストラリアと比べてみるとオーストラリアでは国内収益のみで制作費を回収することができており、その違いは顕著である。例えば、1979年の『マッドマックス』は当時無名俳優であったメル・ギブソン主演で、制作費は35万オーストラリアドルであったが、5.6億オーストラリアドルもの国内収益を上げた。
多くのカナダ人はトロントやバンクーバー、モントリオールよりも、映画産業の中心地であるハリウッドでキャリアをスタートさせている。再びオーストラリア映画界と比べると、多くのオーストラリア人俳優や監督達は、アメリカに移る前に母国で成功を収めている。先述のメル・ギブソンをはじめ、ニコール・キッドマン、ヒューゴ・ウィーヴィング、ガイ・ピアース、ヒュー・ジャックマンなどは、アメリカで活躍する以前に、オーストラリアですでに成功を収めていた。